# Нар (верблюд)
Нар — це гібрид двогорбого верблюда (Camelus bactrianus) між одногорбим верблюдом (Camelus dromedarius). Це потомство самця двогорбого верблюда та самки одногорбого верблюда.

## Імена
Нари мають різні назви залежно від зони та мови. Деякі назви включають туркоман, тюлу, бухт, нар, інер, івер, майен, бертуар, ямл, дромано та дромель.

### Тюлу

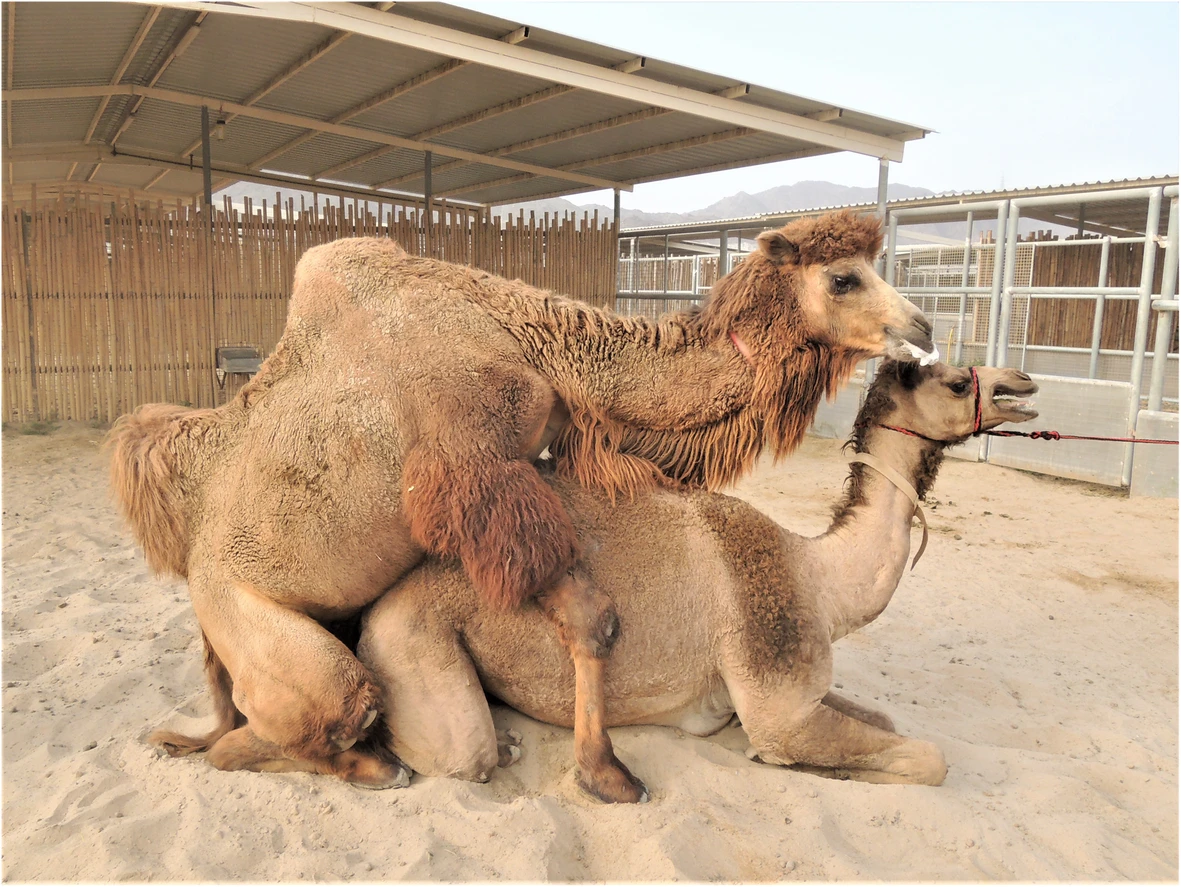
Самець двогорбого верблюда спаровується з самкою дромадера

Верблюд тюлу — це порода верблюдів, отримана в результаті спаровування самця двогорбого верблюда з самкою одногорбого верблюда. Цю породу іноді називають Нар. Отриманий верблюд більший, за двогорбого або одногорбого верблюда, і традиційно використовувався як тяглова тварина. Ця порода верблюдів також використовується у верблюжій боротьбі. Верблюди Тюлу мають один великий горб. 

### Хорасан
Хорасанські верблюди — міцна двогорба порода помісь аравійських і середньоазіатських видів. Вони були поширені в караванах стародавньої Персії. 

## Характеристики
Як правило, гібрид двогорбого й одногорбого верблюда називається Нар. Зазвичай він має один великий горб, іноді трохи розділений, і більший за обох батьків, досягаючи 230 сантиметрів на плечах і до 1 тонни ваги. Цей тип верблюда надзвичайно міцний і корисний для важкої роботи, такої як оранка та перенесення вантажів. Як правило, він слухняний, ручний і плідний. Його також використовували у війні турки-османи.
Чисті гібриди верблюда в основному зустрічаються в Росії, Ірані, Афганістані, Туреччині; але їх також можна знайти в Саудівській Аравії, Туркменістані та Казахстані також.
Нара можна додатково гібридизувати. Самка Нара може спаритися з самцем двогорбого верблюда: результатом є B1. Як правило, він має два горби, він швидший, ніж звичайний двогорбий верблюд, і сильніший, ніж одногорбий. Він може ходити по снігу, льоду та бруду і підходить навіть для гірських стежок; цей тип можна зустріти в основному в Казахстані.
Коли самиця Нар спарюється з одногорбим верблюдом, результатом є одногорбий B1, трохи сильніший одногорбий і рідкісний тип на сьогодні. 

## Інші верблюдові гібридизації
- Кама, гібрид верблюда з ламою.
- Гуарізо, помісь самця лами та самки альпаки
- Яманако, схрещування гуанако та лами, було зареєстровано в дикій природі в регіоні Магальянес у Чилі. [2]
- Паковікунья, щось середнє між альпакою та вікуньєю.

## Зовнішні посилання
- Двогорбі верблюди та гібриди двогорбого дромедара
- Неушкоджений османський «бойовий верблюд» знайшли в австрійському підвалі
- Методи схрещування одногорбого верблюда ( Camelus dromedariu ) і двогорбого верблюда  Camelus bactrianu ) у Туреччині та Казахстані: поглиблений огляд